# دالاس رينولدز
دالاس رينولدز (بالإنجليزية: Dallas Reynolds)‏ هو لاعب كرة قدم أمريكية أمريكي، ولد في 23 أبريل 1984 في سولت ليك في الولايات المتحدة.

## وصلات خارجية
- دالاس رينولدز على موقع مرجع كرة القدم المحترفة.كوم (الإنجليزية)